# 全実性

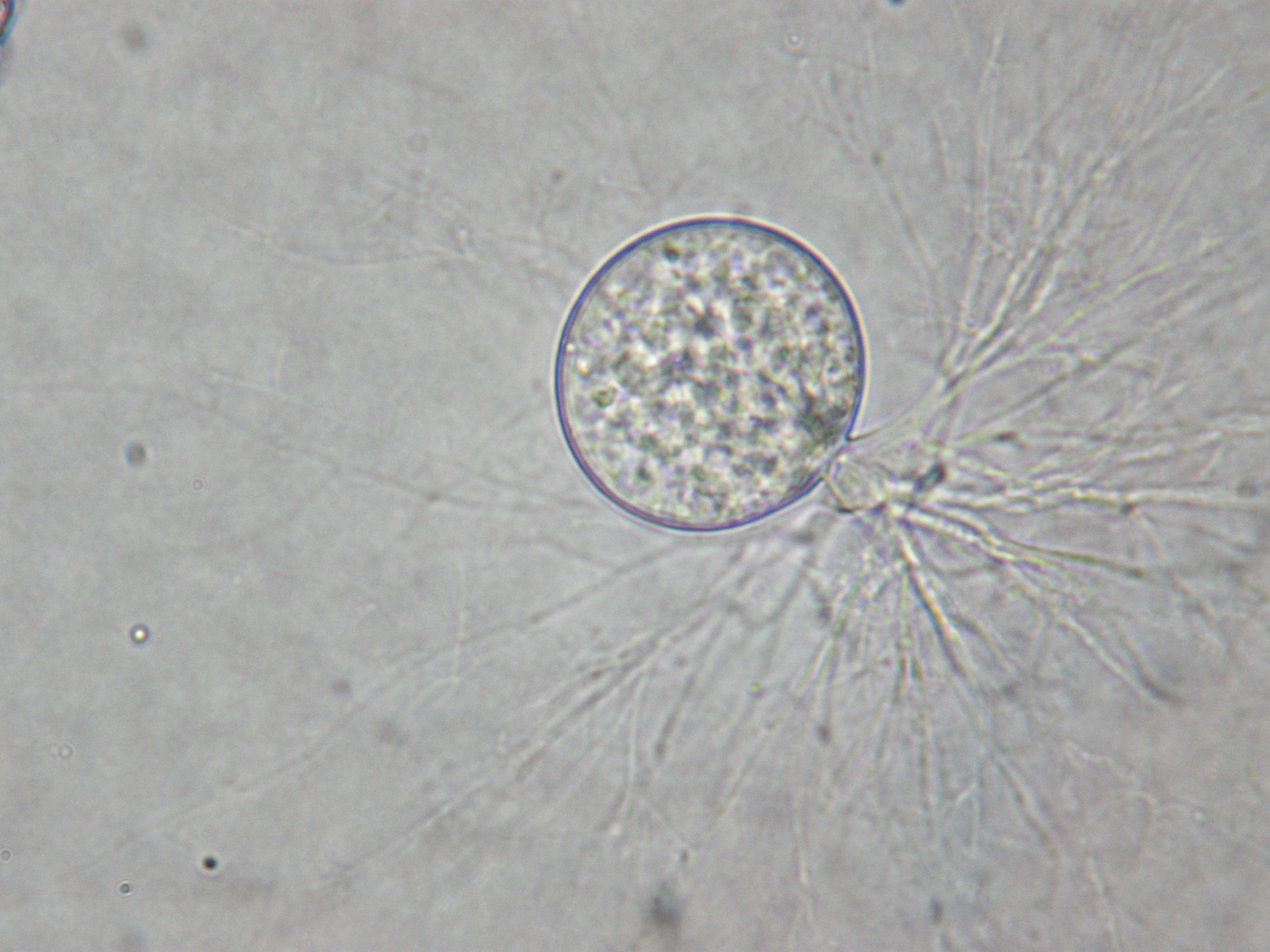
1. （ツボカビ綱）: 単一の遊走子嚢と仮根からなる菌体（分実性で単心性）

全実性（ぜんじつせい、英: holocarpy）は菌学などで用いられる用語であり、栄養体（通常時の体）の全体が遊走子嚢など生殖器官になる性質のことである。一方、栄養体の全体ではなく一部が生殖器官になる性質は、分実性（ぶんじつせい、英: eucarpy）とよばれる（図1）。
また、1個の栄養体が1個の生殖器官を形成する性質は単心性（たんしんせい、英: monocentric; 図1）、複数の生殖器官を形成する性質は多心性（たしんせい、英: polycentric）とよばれる。
全実性・分実性、単心性・多心性の用語は、古典的な分類で鞭毛菌に分類されていた菌類（ツボカビ類、卵菌など）に対して用いられることが多い。

## 全実性と分実性
特に鞭毛菌において、通常時の体である栄養体の全体が遊走子嚢などの生殖器官になる性質は、全実性（holocarpy, adj: holocarpic）とよばれる（下図2右上）。それに対して、栄養体の全体ではなく一部が生殖器官になり、残りの部分が仮根などとして残される性質は、分実性（eucarpy, adj: eucarpic）とよばれる（下図2下）。
全実性の例は、ロゼラ属（ロゼラ門）、サビツボカビ属（ツボカビ綱）、Hyaloraphidium（サヤミドロモドキ綱）、ボウフラキン属（コウマクノウキン門）、フクロカビ属（フクロカビ門）、フクロカビモドキ属（卵菌綱）などに見られる。これらの生物は単細胞性であり、原形質全体が分裂して遊走子などの胞子となる（下図2上）。接合菌のトリコミケス綱に分類されていた Amoebidiumは遊走子を形成しないが、全体が1個の胞子嚢になるため、全実性と表現される。
全実性の菌類の中で、ツボカビ綱の Polyphagus では、菌体全体が配偶子嚢となり、これが直接接合して有性生殖を行う。このような性質は、全配偶性（hologamy）とよばれる。
一方で分実性の例は、ツボカビ属、エダツボカビ属（ツボカビ綱）、Telasphaerula（サヤミドロモドキ綱）、ネオカリマスチクス綱、フィソデルマ属（コウマクノウキン門）、オオギミズカビ属（卵菌綱）、サカゲカビ属（サカゲツボカビ綱）などに見られる（下図2下）。これらの生物が遊走子嚢など生殖器官を形成すると、仮根や菌糸などが取り残される。

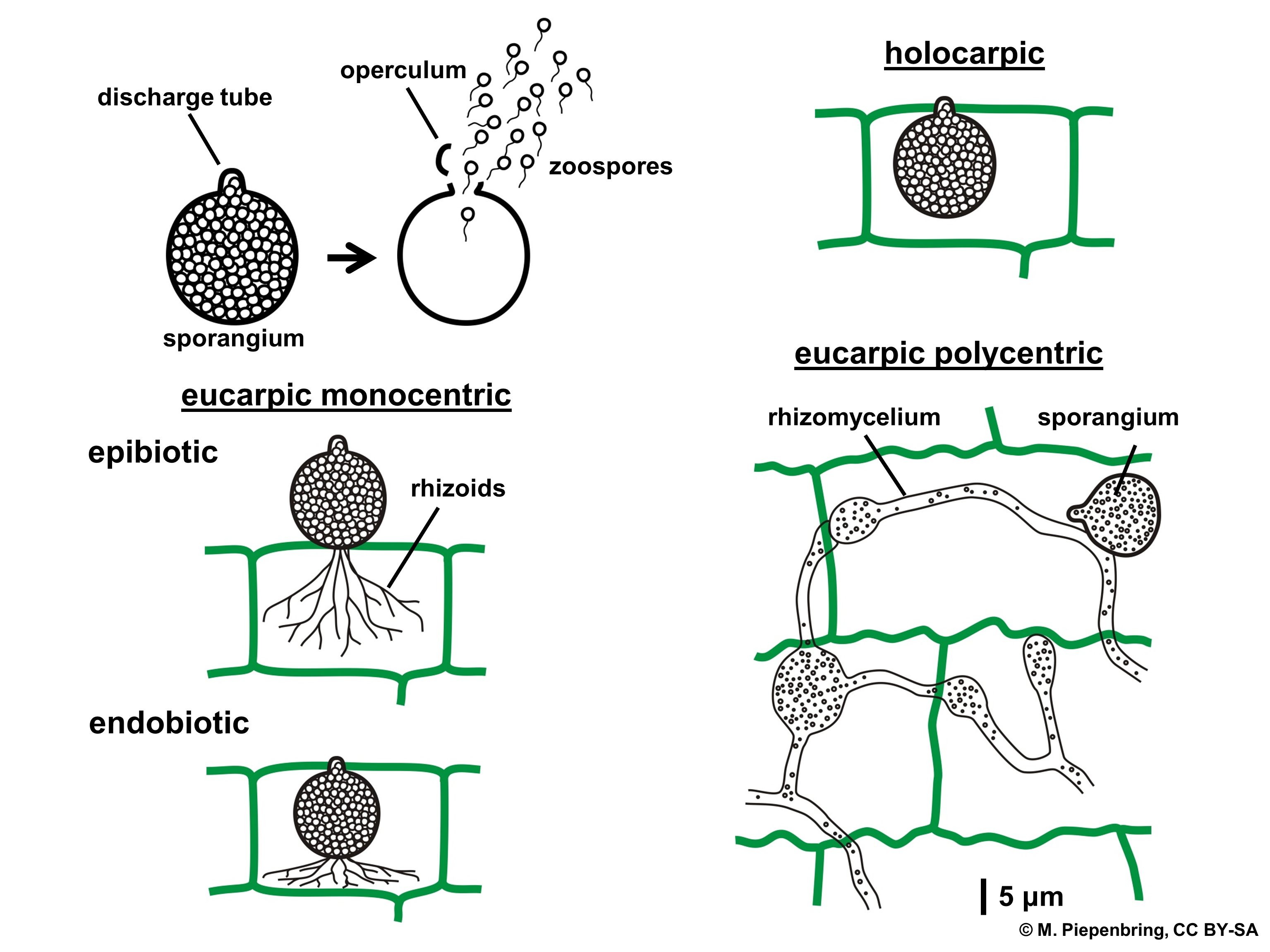
2. 左上: 遊走子嚢 (sporangium) の例、右上: 全実性 (holocarpic) の菌体、左下: 外生 (epibiotic) または内生 (endobiotic) の分実性 (eucarpic) で単心性 (monocentric) の菌体（仮根 rhizoids をもつ）、右下: 分実性 (eucarpic) で多心性 (polycentric) の菌体（仮根状菌糸体 rhizomycelium）

緑藻綱アオサ藻綱のハネモ目に属する藻類は藻体内に隔壁がない多核嚢状性であり、藻体全体が配偶子嚢になるもの（イワヅタ属など）は全実性（holocarpic）、隔壁によって配偶子嚢が他の部分と区切られるもの（ミル属など）は分実性（non-holocarpic）とよばれる。

## 単心性と多心性
1個の菌体が1個の生殖器官（遊走子嚢など）を形成する性質は単心性（monocentric）（上図2左下）、複数の生殖器官を形成する性質は多心性（polycentric）（上図2右下）とよばれる。このような性質は基本的に種で決まっているが、同一種が生活環の時期や状態によって単心性の体と多心性の体を形成することもある。
単心性の菌体は全実性または分実性であり、後者は成熟した状態でふつう1個の生殖器官とそこから生じる仮根からなる（上図2左下）。単心性の菌体は、ツボカビ属、リゾフリクチス属（ツボカビ綱）、Harpochytrium（サヤミドロモドキ綱）、ネオカリマスチクス属（ネオカリマスチクス綱）、ブラストクラジエラ属（コウマクノウキン門）、サカゲカビ属（サカゲツボカビ綱）、ヤブレツボカビ類（ラビリンチュラ綱）などに見られる。
多心性の菌体はふつう分実性であり、成熟した状態で複数の生殖器官が細長い菌糸で繋がっているものが多い。このような菌体は仮根状菌糸体（rhizomycerium）とよばれる（上図2右下）。多心性の菌体は、エダツボカビ属、クモノスツボカビ属（ツボカビ綱）、Telasphaerula（サヤミドロモドキ綱）、Anaeromyces（ネオカリマスチクス綱）、フシフクロカビ属（コウマクノウキン門）、サカゲツボカビ属（サカゲツボカビ綱）などに見られる。ただし Myzocytium (卵菌綱) などは全実性で多心性であり、菌体全体が複数に区画化されてそれぞれが遊走子嚢になる。